# Задоволення дня
«Задоволення дня» (англ. A Day’s Pleasure) — німий кінофільм Чарлі Чапліна.
Фільм знімався під час підготовки до знімання фільму «Малюк». Виробництво фільму почалося 21 травня 1919. Знімання переривалися з 30 липня по 7 жовтня 1919 року. Виробництво фільму завершилося 19 жовтня 1919. Прем'єра проводилися 15 грудня 1919 року. Музичний супровід до фільму на музику Чапліна записано в серпні 1973 року у Великій Британії.

## Сюжет
Фільм складається з двох частин.
Чарлі, його дружина та двоє синів вирушають на морську прогулянку. Вони виходять з дому, і сідають в «Форд-Т». Автомобіль заводиться з працею, постійно глохне, і сильно трясеться. «Форд-Т» мав безліч прізвиськ, одне з них — «трясучка».
На кораблі грає оркестр, люди намагаються танцювати, але всі захворюють морською хворобою. Чарлі намагається посидіти, але якийсь хлопець думає, що він пристає до його дружини. Вони намагаються побитися.
У другій частині Чарлі з родиною на автомобілі повертаються додому. Вони зупиняються на регульованому перехресті. Вулиця досить жвава, але світлофора ще немає. Пішоходи зупиняються прямо на перехресті, щоб поговорити. Поліціянти не пропускають Чарлі, вимагають, щоб він стояв на перехресті. В цей час робітники проливають на дорогу бочку з дьогтем. У цю калюжу потрапляють поліціянти, починається метушня. Поліціянти прилипають до дороги, Чарлі залишає свої туфлі в калюжі, і їде.

## У ролях
- Чарлі Чаплін — батько
- Една Первіенс — мати
- Том Вілсон — чоловік на кораблі
- Бейб Лондон — його дружина
- Генрі Бергман — капітан
- Джекі Куган — маленький хлопчик
- Лойал Андервуд — злий джентльмен на вулиці